# Каспар (Пфалц-Цвайбрюкен)
Каспар (на немски: Kaspar von Pfalz-Zweibrücken; * 11 юли 1458; † лятото 1527, Нохфелден) от фамилията Вителсбахи, е от 1489 до 1490 г. пфалцграф и херцог на Пфалц-Цвайбрюкен и граф на Велденц.

## Живот
Той е първият син на пфалцграф и херцог Лудвиг I Черния (1424 – 1489) и Жана (Йохана) фон Крой (1435 – 1504). Правнук е на римско-немския-крал Рупрехт.
На 19 април 1478 г. в Цвайбрюкен Каспар се жени за принцеса Амалия фон Бранденбург (1461 – 1481), най-възрастната дъщеря на Албрехт Ахилес (1414 – 1486), курфюрст на Бранденбург от род Хоенцолерн и втората му съпруга Анна Саксонска (1436 – 1512). Двамата нямат деца. Амалия напуска съпруга си и се връща при баща си, когато при Каспар се забелязва голяма избухливост. Тя се разболява тежко и умира преди да навърши 20 години.
Каспар последва баща си в управлението през 1489 г. за една година заедно с по-малкия му брат Александер Куция. Каспар е арестуван от брат му Александер и затворен в замък Велденц и е обявен за душевно болен. Той остава затворен до смъртта си през 1527 г.
Каспар е погребан в селската църква на Волферсвайлер.